# جون يبواه
جون يبواه (بالألمانية: John Yeboah)‏ هو لاعب كرة قدم ألماني في مركز نصف الجناح، ولد في 23 يونيو 2000 في هامبورغ في ألمانيا. شارك مع منتخب ألمانيا تحت 16 سنة لكرة القدم ومنتخب ألمانيا تحت 17 سنة لكرة القدم ومنتخب ألمانيا تحت 18 سنة لكرة القدم ومنتخب ألمانيا تحت 19 سنة لكرة القدم. أما مع النوادي، فقد لعب مع نادي فولفسبورغ.

## وصلات خارجية
- جون يبواه على موقع الاتحاد الأوربي (الإنجليزية)
- جون يبواه على موقع قاعدة بيانات كرة القدم.إي يو (الإنجليزية)
- جون يبواه على موقع Soccerway.com (الإنجليزية)
- جون يبواه على موقع عالم كرة القدم.نت (الإنجليزية)